# Pedicularis tsangchanensis
Pedicularis tsangchanensis är en snyltrotsväxtart som beskrevs av Adrien René Franchet och Carl Maximowicz. Pedicularis tsangchanensis ingår i släktet spiror, och familjen snyltrotsväxter. Inga underarter finns listade i Catalogue of Life.